# Communauté de communes Monts, Rance et Rougier
Die Communauté de communes Monts, Rance et Rougier ist ein französischer Gemeindeverband mit der Rechtsform einer Communauté de communes im Département Aveyron in der Region Okzitanien. Sie wurde am 25. Oktober 2016 gegründet und umfasst 23 Gemeinden. Der Verwaltungssitz befindet sich im Ort Belmont-sur-Rance.

## Historische Entwicklung
Der Gemeindeverband entstand mit Wirkung vom 1. Januar 2017 durch die Fusion der Vorgängerorganisationen
- Communauté de communes du Rougier de Camarès,
- Communauté de communes du Pays Belmontais und
- Communauté de communes du Pays Saint-Serninois.

## Mitgliedsgemeinden
| Gemeinde                                       | Einwohner 1. Januar 2022 | Fläche km² | Dichte Einw./km² | Code INSEE | Postleitzahl |
| ---------------------------------------------- | ------------------------ | ---------- | ---------------- | ---------- | ------------ |
| Arnac-sur-Dourdou                              | 44                       | 16,57      | 3                | 12009      | 12360        |
| Balaguier-sur-Rance                            | 89                       | 9,80       | 9                | 12019      | 12380        |
| Belmont-sur-Rance                              | 990                      | 44,19      | 22               | 12025      | 12370        |
| Brusque                                        | 259                      | 36,18      | 7                | 12039      | 12360        |
| Camarès                                        | 1.028                    | 41,86      | 25               | 12044      | 12360        |
| Combret                                        | 258                      | 49,85      | 5                | 12069      | 12370        |
| Fayet                                          | 236                      | 15,87      | 15               | 12099      | 12360        |
| Gissac                                         | 96                       | 31,02      | 3                | 12109      | 12360        |
| La Serre                                       | 127                      | 18,52      | 7                | 12269      | 12380        |
| Laval-Roquecezière                             | 294                      | 30,66      | 10               | 12125      | 12380        |
| Mélagues                                       | 56                       | 44,51      | 1                | 12143      | 12360        |
| Montagnol                                      | 147                      | 34,47      | 4                | 12147      | 12360        |
| Montfranc                                      | 130                      | 6,20       | 21               | 12152      | 12380        |
| Montlaur                                       | 660                      | 41,57      | 16               | 12154      | 12400        |
| Mounes-Prohencoux                              | 193                      | 37,62      | 5                | 12192      | 12370        |
| Murasson                                       | 213                      | 40,25      | 5                | 12163      | 12370        |
| Peux-et-Couffouleux                            | 87                       | 21,71      | 4                | 12179      | 12360        |
| Pousthomy                                      | 212                      | 17,33      | 12               | 12186      | 12380        |
| Rebourguil                                     | 287                      | 35,31      | 8                | 12195      | 12400        |
| Saint-Sernin-sur-Rance                         | 586                      | 11,14      | 53               | 12248      | 12380        |
| Saint-Sever-du-Moustier                        | 180                      | 26,03      | 7                | 12249      | 12370        |
| Sylvanès                                       | 116                      | 16,96      | 7                | 12274      | 12360        |
| Tauriac-de-Camarès                             | 35                       | 24,75      | 1                | 12275      | 12360        |
| Communauté de communes Monts, Rance et Rougier | 6.323                    | 652,37     | 10               | –          | –            |